# Solera Holdings
Solera Holdings ist eine US-Holding-Gesellschaft, die seit 2005 unter dem Markennamen „Audatex“ weltweit Software-Lösungen zur Kalkulation von Schäden (u. a. an Fahrzeugen) anbietet. Zu ihren Kunden gehören insbesondere Versicherungen und Werkstätten. Sie war im S&P 400 gelistet und wird seit 2019 von Darko Dejanovic geleitet.